# Conférences nationales en Afrique subsaharienne
 (septembre 2020).
Si vous disposez d'ouvrages ou d'articles de référence ou si vous connaissez des sites web de qualité traitant du thème abordé ici, merci de compléter l'article en donnant les références utiles à sa vérifiabilité et en les liant à la section « Notes et références ».
Les Conférences nationales désignent, en Afrique subsaharienne, une période de transition démocratique ayant pris place au tournant des années 1990, et s'étant déroulée sous forme de conférences (souveraine ou non) dans plusieurs anciennes colonies françaises et belges. Ces conférences font suite à la période de crise économique, sociale et surtout politique ayant souvent suivi la décolonisation, plusieurs de ces pays ayant fini par être dirigés par des autocrates. Ces conférences ont été convoquées dans plusieurs pays d’Afrique subsaharienne, principalement d’anciennes colonies françaises, ainsi que dans une ancienne colonie belge (le Zaïre, aujourd’hui RDC) et une ancienne colonie portugaise (Sao Tomé-et-Principe). Ce dernier fut d’ailleurs le premier pays à organiser une conférence nationale, en décembre 1989. Certaines de ces conférences furent dites souveraines, dans la mesure où elles s’octroyaient un pouvoir suprême de refondation politique ; ce fut le cas à Sao Tomé-et-Principe, au Bénin, au Congo-Brazzaville, au Togo, au Niger, au Zaïre, au Mali et au Tchad. D’autres, à l’image de celles tenues au Gabon ou au Cameroun, furent non souveraines, c’est-à-dire organisées sous le contrôle du pouvoir en place, sans transfert réel de souveraineté. Ces conférences ont marqué un moment fort de contestation des régimes à parti unique, ouvrant, avec des fortunes diverses, une nouvelle séquence de pluralisme politique sur le continent.

## Origine
Après le départ des puissances coloniales, les Africains se sont retrouvés dans un chaos à gérer, avec les restes des empires extrêmement inégaux, fondés sur l’exploitation de la population et l’extraction des ressources. Les Africains était chargés de mettre en ordre leur pays, pays qui n’existaient même pas avant la colonisation. Ce qui a suivi était une période de construction nationale entre environ 1955 et les années 1970. Éduqués à la métropole, les Africains ont adopté le modèle de l’État occidental dans la plupart de pays postcoloniaux. Les principes de domination continuaient après la décolonisation, avec la bourgeoisie gouvernant la grande masse. 
Selon Fabien Eboussi Boulaga, un philosophe et auteur camerounais, le système imparfait résultant de la colonisation a fait retomber beaucoup de pays africains en état de nature, ce qui les a conduits à une crise politique et ensuite économique.
Par conséquent, dit Boulaga, « l’épure abstraite du contraire de la crise nous donne une définition générale de l’objet de la conférence nationale, considérée dans sa visée essentielle de faire sortir de l’état de nature par l’institution du domaine proprement politique ». Les leaders des conférences nationales savaient exactement ce qu’ils ne voulaient pas faire, mais ils manquaient d’idées positives pour créer des gouvernements démocratiques. Sans conception des lois précises, ils avaient au moins des conditions et des principes à suivre, nécessaires pour donner une crédibilité au gouvernement. Les régimes postcoloniaux manquaient de crédit institutionnel, ce qui a complètement déstabilisé la région. Boulaga explique : « Ce que nous nommons crise est en réalité un discrédit institutionnel. Seule une fondation de la liberté pourra y remédier. ». 
La crise qui précède les conférences nationales s’est produite à cause de la méfiance envers les institutions ; il est donc impératif de faire confiance aux nouvelles institutions, sinon elles ne fonctionneront pas. Le but de ces conférences est de sortir du chaos et de fonder des gouvernements représentants la population entière.

## Fonctionnement
La première conférence nationale souveraine organisée en Afrique subsaharienne dans le but de restaurer le multipartisme est celle de Sao Tomé-et-Principe, tenue du 5 au 7 décembre 1989, soit deux mois avant celle du Bénin. En 1990, le pays adopte le multipartisme et amorce sa transition démocratique[réf. souhaitée]. 
Entre février 1990 et août 1991, le gouvernement du Bénin, suivis par les gouvernements du Gabon, du Congo, du Mali, du Togo, du Niger, et du Zaïre ont organisé leurs propres conférences nationales à la suite des demandes des forces pro-démocratiques. Au cours de cette période, les groupes d'opposition en République Centrafricaine (RCA), au Cameroun, en Madagascar, au Burkina Faso, en Mauritanie, et plus tard au Tchad ont demandé des conférences nationales, avec des résultats variés. 
Aussi longtemps qu’ils l’ont pu, les autocrates assiégés[non neutre] ont résisté aux conférences nationales parce qu’ils connaissaient la suite[réf. souhaitée]. Momar Coumba Diop et Mamadou Diouf du Conseil pour le Développement de la recherche en sciences sociales en Afrique commentent[Où ?][Quand ?] que l’institution des conférences nationales est connue comme un instrument vers la transition démocratique. La transition se fait par des réformes politiques qui rendent possible la passation pacifique du pouvoir. Dans certains cas, les anciens régimes ont conservé le pouvoir en manipulant la conférence ou en fraudant dans les élections[réf. souhaitée]. Dans d'autres cas l'opposition a gagné au moins à court terme.
Même quand ils ont organisé de vraies conférences nationales souveraines, des problèmes surgissaient. Un grand problème général était celui du manque d’innovation[réf. souhaitée]. Les délégués des conférences ont écrit des constitutions très similaires basées sur le modèle de la constitution française de 1958 et de la constitution béninoise de 1990[réf. souhaitée]. L’adoption de constitutions mal adaptées aux contextes particuliers de chaque pays est un handicap majeur pour la démocratisation[réf. souhaitée]. De plus, l’idée d’une conférence nationale souveraine comme instrument pour le changement de régimes existe dans les théories de Jean-Jacques Rousseau du contrat social. Les États-Généraux de 1789 ont mis en pratique cette théorie, et les conférences nationales étaient un élément central de la transition à la démocratie seulement dans les pays africains francophones, ce qui souligne l’influence persistante de l’héritage colonial[réf. souhaitée].
Les Premiers ministres « technocrates » mis en place dans beaucoup de pays étaient nécessaires pour réparer les économies défectueuses. Ils incluent : Edem Kodjo du Togo, Nicéphore Soglo du Bénin, Alassane Ouattara de la Côte d’Ivoire, et André Milongo de la République du Congo. Quelques-uns ont été élus présidents après la période transitoire, mais la deuxième vague d’élections au milieu des années 1990 a ramené des politiciens typiques au pouvoir, ce qui montre que la « technocratie » n’était qu’un court moment dans la vie politique de ces pays africains.
Par ailleurs, les conférences se sont trop concentrées sur l’abrogation des anciens régimes, et pas assez sur la création d’un nouveau régime démocratique[réf. souhaitée]. Les « trois missions » selon Besse[Qui ?], sont l’« abrogation du système constitutionnel antérieur dictatorial ou totalitaire, en réglementation de la période transitoire et l’adoption d’un nouveau système constitutionnel démocratique ». Les délégués n’ont pas mis assez d’accent sur ce troisième point[réf. souhaitée]. La négligence est manifestée dans les directives trop vagues[réf. souhaitée] concernant les fondements de la future Constitution : laïcité et unité de l’État, démocratie multipartite, régime semi-présidentiel, et autres. La création du processus démocratique n’était donc complément effectif et établi qu’au Bénin et au Mali. Le manque de réformes progressives[réf. souhaitée] a créé un besoin de nouvelles réformes durables.
- 5 au 7 décembre 1989 : Conférence nationale souveraine de Sao Tomé-et-Principe

Le président Manuel Pinto da Costa convoque la conférence, pour répondre à la demande croissante de démocratisation. Déclarée souveraine, elle marque la fin du régime de parti unique et débouche en 1990 sur l’adoption du multipartisme et une nouvelle Constitution.
- 19-28 février 1990 : Conférence nationale souveraine du Bénin

Les délégués déclarent la souveraineté de la conférence, lèvent l’Assemblée nationale, et destituent le Président Kérékou, un général de l’armée. Les délégués élisent Nicephore Soglo, ancien haut fonctionnaire international de la Banque mondiale, Premier ministre du gouvernement de transition. Ils préparent les premières élections multipartites depuis l’indépendance.
- 1er mars – 19 avril 1990 : Conférence nationale du Gabon

Le Président Bongo organise une conférence nationale, suivant le modèle du Bénin. Il introduit le multipartisme en avril, mais la conférence ne devient pas souveraine, et Bongo le contrôle. Les élections sont prévues pour octobre 1990.
- 25 février – 10 juin 1991 : Conférence nationale souveraine de la République du Congo

Les délégués déclarent la souveraineté de la conférence et destituent le Président Denis Sassou-Nguesso. Ils choisissent André Milongo, ancien officiel administratif de la Banque africaine de développement, Premier ministre du gouvernement de transition, et préparent pour des élections multipartites.
- août 1991 : Conférence nationale du Mali

Le général Moussa Traoré avait déjà été évincé en mars et remplacé par un conseil militaire dirigé par le lieutenant-colonel Amadou Touré. Soumana Sako, l’ancien économiste du PNUD, devient Premier ministre par intérim pendant que les délégués organisent une assemblée constituante où ils adoptent une nouvelle constitution, un code d’élections, et une charte pour les partis politiques. Les élections sont prévues pour février 1992.
- 8 juillet – 28 août 1991 : Conférence nationale souveraine du Togo

Le Président, général Eyadema, accepte la rédaction d’une nouvelle constitution et permet des élections présidentielles multipartites en juin 1992. Joseph Kokou Koffigoh, avocat des Droits de l’homme, est élu Premier ministre par intérim et prend la plupart des pouvoirs de Eyadema.
- 29 juillet – novembre 1991 : Conférence nationale du Niger

Les délégués déclarent la souveraineté de la conférence et prennent le pouvoir du général Ali Saibou, lui laissant ses fonctions honorifiques de président. Ils suspendent la constitution et l’Assemblée nationale, et fixent des élections présidentielles pour 1993. Amadou Cheiffou, un technocrate de l’Organisation de l'aviation civile internationale, est élu Premier ministre par intérim.
- 7 août 1991 – 17 mars 1993 : Conférence nationale souveraine du Zaïre

La conférence est suspendue à la suite des plaintes de l’opposition, accusant le Président Mobutu de contrôler la procédure, mais elle reprend le 12 décembre 1991. L’archevêque Monsengwo Pasinya est élu président de la conférence. Puis, Mobutu suspend la conférence jusqu’à avril 1992, mais elle recommence sous la pression des pays donateurs et du Vatican. La conférence se déclare souveraine, conserve Mobutu à la tête de l’État pendant la période de transition, et élit Étienne Tshisekedi Premier ministre. Mobutu continue à enfreindre les décisions de la conférence, et le 17 mars 1993 il nomme Faustin Birindwa Premier ministre, créant deux gouvernements contestant.
- 15 janvier – mars 1993 : Conférence nationale du Tchad

La conférence se réunit après la signature par le Président Déby d’un contrat cédant la gestion de la politique économique et fiscale aux conseilleurs français. La conférence se déclare sa souveraineté, mais Déby se maintient au pouvoir.